# Adźanta
Adźanta (hindi: अजिंठा लेणी) – grupa wzgórz w Indiach w stanie Maharasztra, na terenie dawnego księstwa Hajderabadu. W ich zboczach, nad doliną rzeki Waghory, wykutych jest 30 pieczar z unikatowymi malowidłami o tematyce buddyjskiej. Cztery groty to ćajtje – miejsca kultu, zaś pozostałe to wihary – miejsca zamieszkania i gromadzenia się mnichów. Groty powstały między II wiekiem p.n.e. a VII wiekiem n.e. Wiele z nich wykuto za czasów Guptów. Część grot nie została ukończona, prawdopodobnie z uwagi na brak funduszy związany z zanikiem buddyzmu na półwyspie dekańskim. Groty zostały odkryte w 1819 przez grupę angielskich myśliwych. Zespół grot w Adźancie znajduje się na liście światowego dziedzictwa UNESCO.
O znaczeniu grot w Adźancie decydują przede wszystkim malowidła, zachowały się one jednak tylko w części pieczar. Malowano je na podkładzie wapiennym, uprzednio wyrównując nierówności skały przy użyciu gliny zmieszanej z omłotami ryżowymi i krowim nawozem. Następnie czerwonym barwnikiem pociągano kontury, po czym następowało wypełnianie barwą. Wnętrze grot oświetlano prawdopodobnie za pomocą systemu luster z polerowanej blachy. Tematycznie wszystkie malowidła wiążą się z buddyzmem, stanowiąc często ilustracje umoralniających dżatak. Do najbardziej znanych malowideł należą: Bodhisattwa Padmapani w grocie nr 1, ilustracje dżataki Opowieść o królu gęsi z groty nr 17. W całym malarstwie Adźanty przeważa wyrafinowanie linii nad plamą barwną.

## Linki zewnętrzne

Adźanta
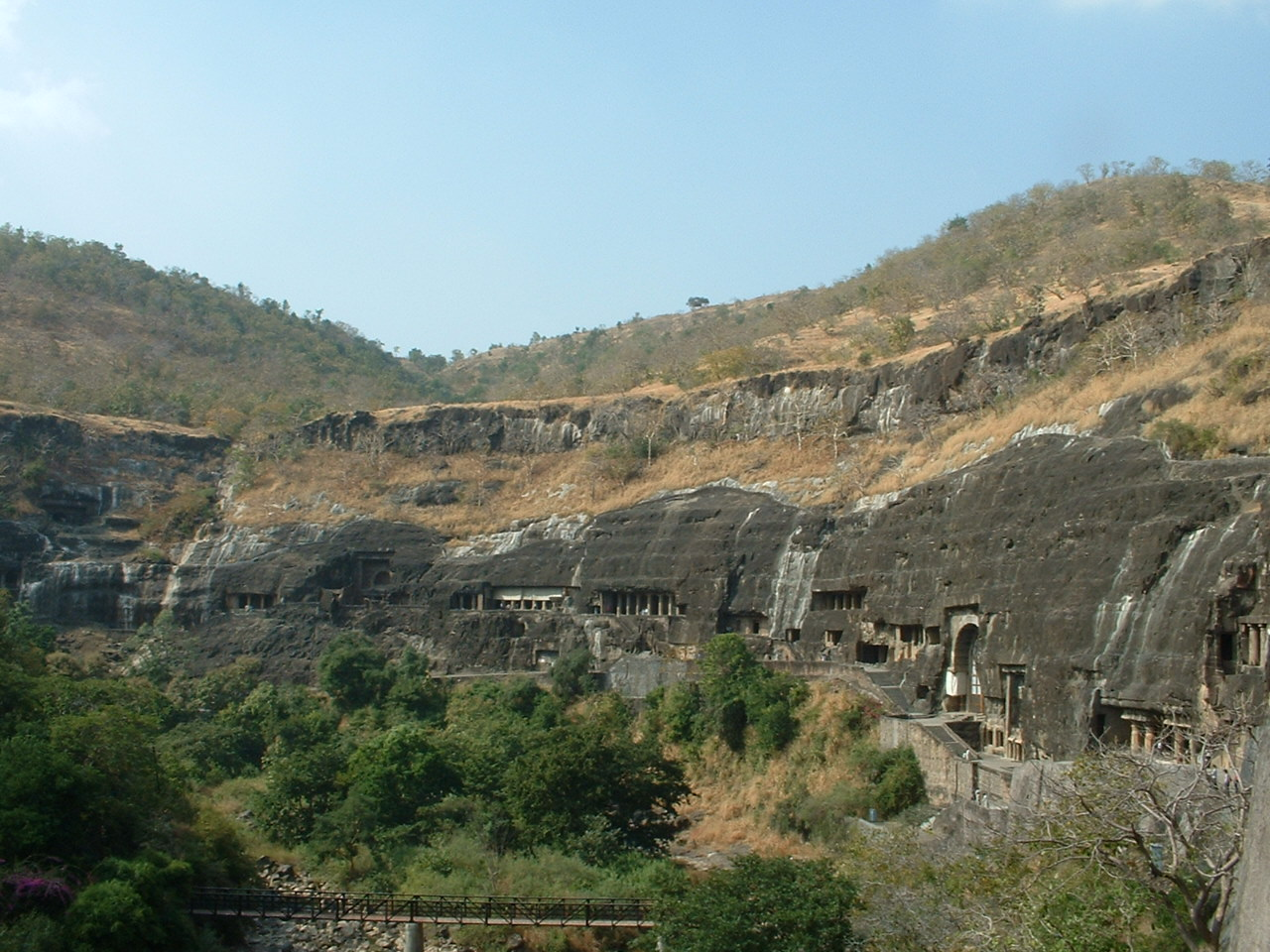
Adźanta
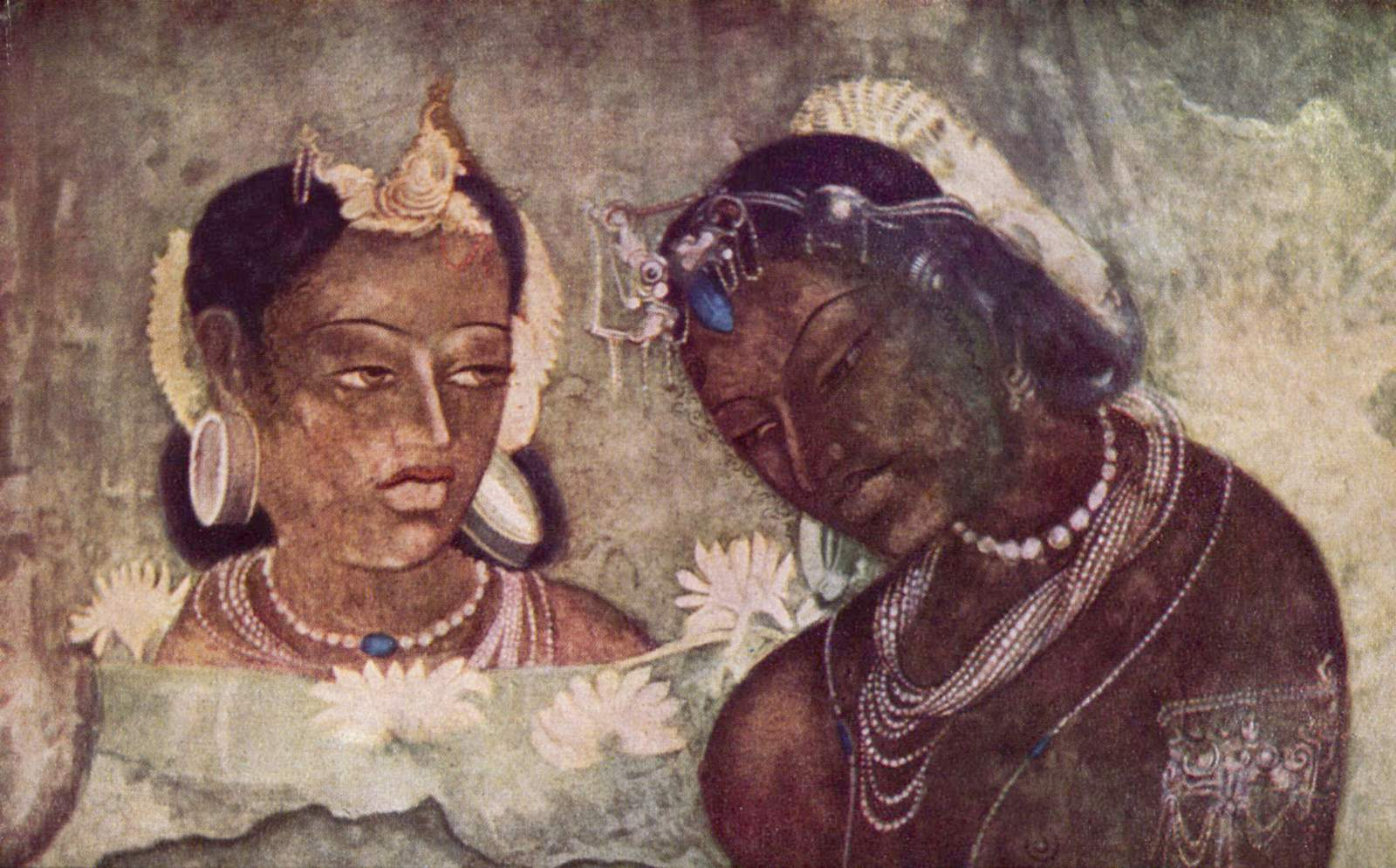
Księżniczka i służąca. Malowidło z Adźanty
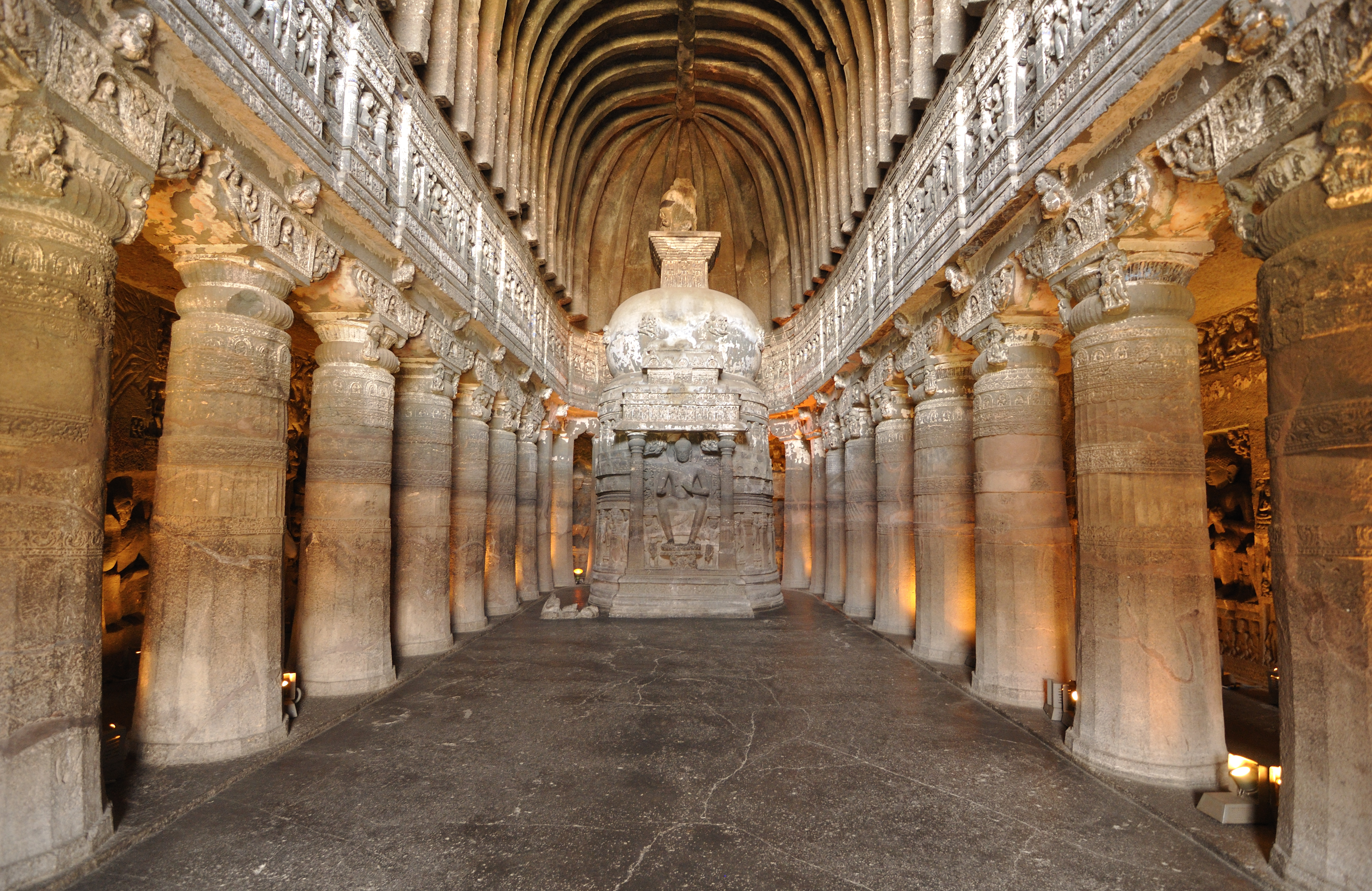
Wnętrze groty 26